# Selago ramosissima
Selago ramosissima är en flenörtsväxtart som beskrevs av Robert Allen Rolfe. Selago ramosissima ingår i släktet Selago och familjen flenörtsväxter. Inga underarter finns listade i Catalogue of Life.